# ホフマン窯

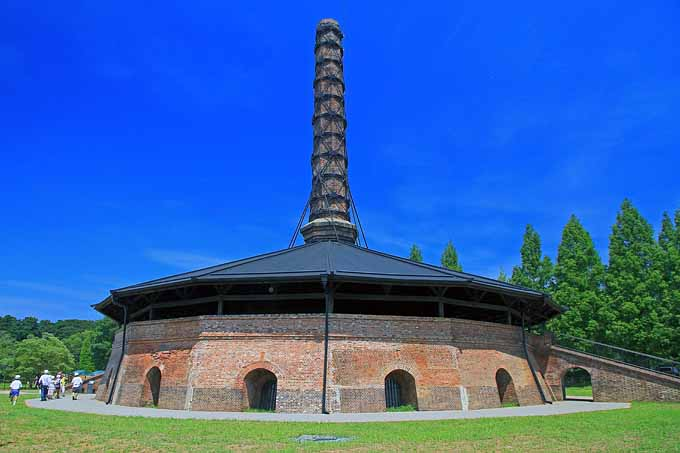
旧下野煉化製造会社のホフマン窯

ホフマン窯（-がま）は煉瓦を焼くための施設である。ホフマン式輪窯とも。ドイツ人技師ホフマン（Friedrich Hoffman）が考案し、1858年に特許を取得した。

## 概要

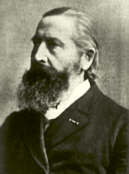
フリードリヒ＝ホフマン（1818-1900）

通常の煉瓦窯では、焼成前の（生の）煉瓦を入れて焼きあげ、熱が下がってから煉瓦を取り出し、また生の煉瓦を入れ…といった工程で、火を点けて消し、を繰り返すことになる。ホフマン窯では、窯を環状（円形、楕円形等）に配置して、連続して煉瓦を製造できるようにしたものである。窯の内部に生の煉瓦を積み重ね、上部からコークスを入れて焼成する。一つの区画で焼き上がると、また次の区画に火を移して焼成を繰り返してゆく。こうした連続工程により煉瓦の大量生産ができるようになった。

## 日本への導入
明治初期の銀座煉瓦街建設の際、お雇い外国人トーマス・ウォートルスが小菅の東京集治監（現在の東京拘置所の敷地）にホフマン窯3基を設け、大量の煉瓦を製造した。以後、各地に建設され、日本の近代化を支えてきたが、現在稼働しているものはない。
よく遺構が残っているのは4基ほどで、貴重な遺構になっている。
- 栃木県下都賀郡野木町　旧下野煉化製造会社（シモレン）　重要文化財
- 埼玉県深谷市　旧日本煉瓦製造　重要文化財
- 滋賀県近江八幡市　旧中川煉瓦製造所　登録有形文化財
- 京都府舞鶴市　旧神崎煉瓦　登録有形文化財
- 岡山県笠岡市　旧西山煉瓦製造所　（現存せず、2014年4月解体）

このほか、遺構の一部が残っているものもある。

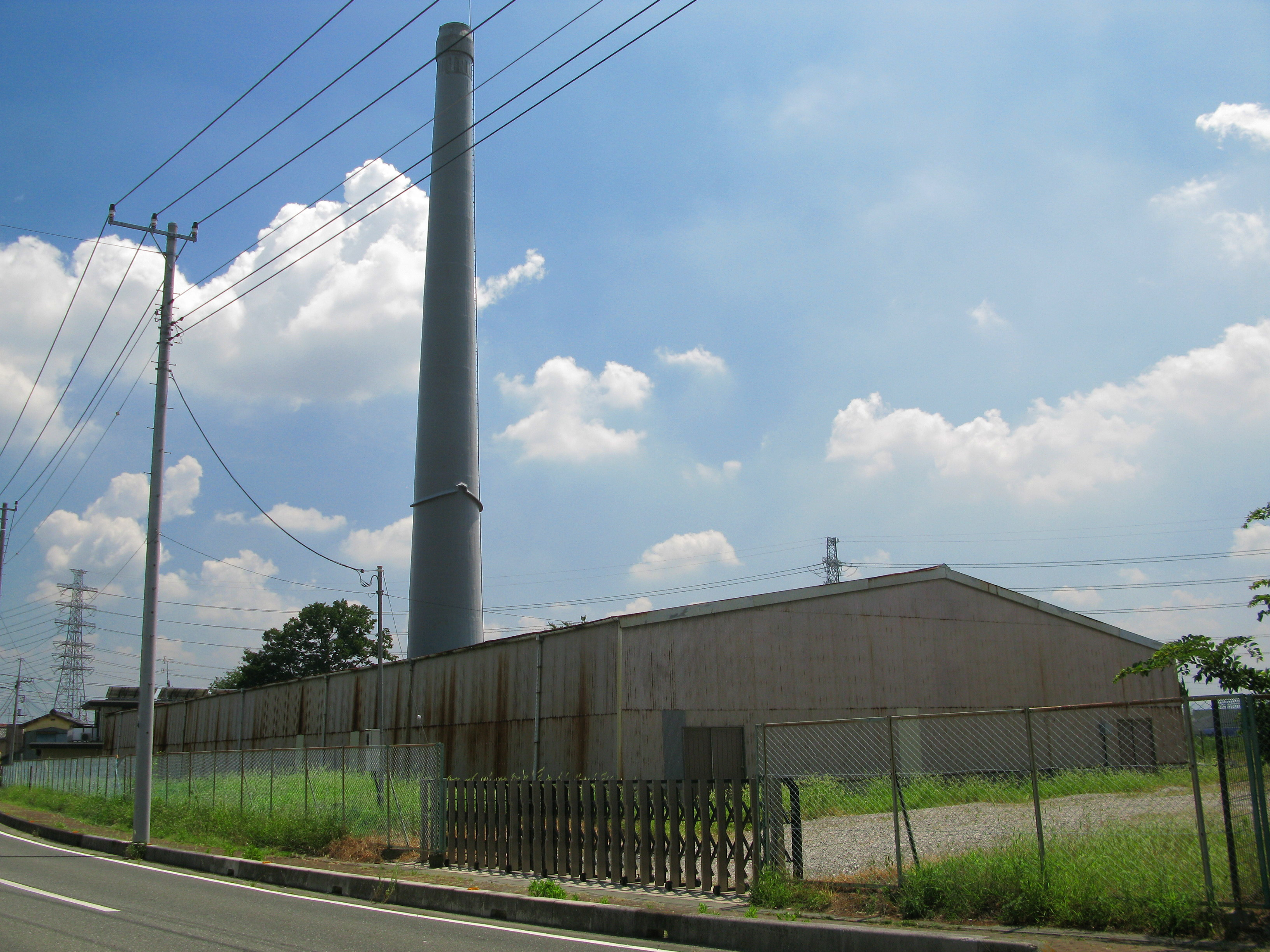
旧日本煉瓦製造のホフマン窯
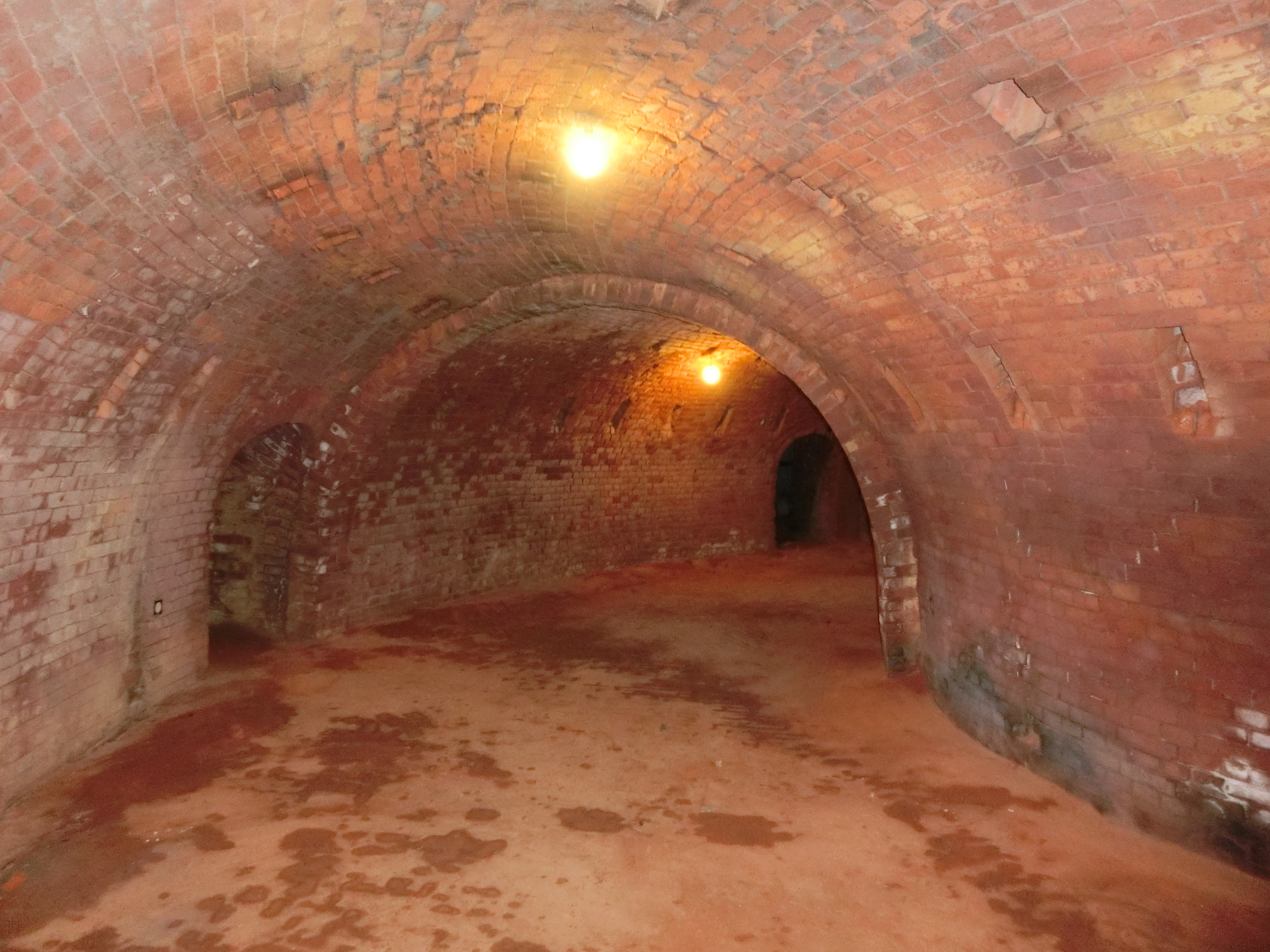
旧日本煉瓦製造のホフマン窯内部

## 野木町煉瓦窯
2016年（平成28年）に野木町で修復したホフマン窯が公開された。交流施設「野木ホフマン館」が隣接する。野木町は町民の寄付によって2011年から修復工事をおこなっていた。完全な形で国内に残るのは野木町のみ。1890年（明治23年）に建造され、1979年（昭和54年）に文化財に指定された。最盛期には年間400万トンの煉瓦が製造された。窯が16室あるため、建物と屋根は正十六角形である。煙突は八角形。窯の中の高さは3メートル弱。1971年（昭和46年）に操業を終了した。